# Samantha!
Samantha! est une série télévisée humoristique brésilienne en quatorze épisodes d'environ 27 minutes. C'est la première comédie brésilienne produite par Netflix et la troisième produite au Brésil, après 3% et O Mecanismo. La première saison est sortie le 6 juillet 2018. Elle est dirigée par Luis Pinheiros et Julia Jordão, et scénarisée par Roberto Vitorino, Patricia Corso, Rafael Lessa et Filipe Valerim. La série montre les efforts de Samantha pour rester dans le feu des projecteurs à l'âge adulte, étant une ancienne enfant-star et chanteuse du groupe Turminha Plimplom dans les années 1980.

## Résumé
Une enfant-star des années 1980 s'accroche à ce qui lui reste de célébrité pour retrouver le feu des projecteurs.

## Distribution

### Acteurs principaux
- Emanuelle Araújo (pt) : Samantha
- Douglas Silva : Dodói
- Sabrina Nonato : Cindy
- Cauã Gonçalves : Brandon
- Daniel Furlan (pt) : Marcinho

### Acteurs récurrents
- Maria Eduarda : Samantha jeune
- Fernanda Mathias : Liliane jeune
- Sidney Alexandre : Bolota jeune
- Enzo Oviedo : Tico jeune
- Marco Gonçalves : Juninho
- Paulo Tiefenthaler (pt) : Flávio Junior
- Carol Melgaço : Jéssica

## Production
Netflix confirme la production de la série en février 2017, lors d'une conférence de presse donnée par son fondateur. Sa bande-annonce officielle est publiée en juin 2018, annonçant la diffusion de la première saison pour le 6 juillet de la même année. Quelques mois plus tôt, Netflix a confirmé la production d'une deuxième saison pour 2019.

## Épisodes
La première saison a été mise en ligne intégralement le 8 juillet 2018. Les épisodes, sans titre, sont numérotés de un à sept.
La deuxième saison a été mise en ligne le 19 avril 2019. Elle est aussi composée de sept épisodes, sans titre.

## Réception

### Critiques
Sur le site de Cinéma Pop, Rafaela Gomes loue Samantha!, donnant à la série 4 étoiles de 5 : « Samantha! apporte avec lui un humour riche par sa contextualisation authentique, en jouant avec les particularités des deux époques, nous plaçant en tant que spectateurs qui observent ces univers, et d'être en mesure de signaler l'aspect ridicule de certaines habitudes que nous avons prises. » Toutefois, elle ajoute que les trois premiers épisodes « s'essoufflent », la série se révélant plus intéressante par la suite, pour sa véracité dans la mise en scène des années 1980 et 2000.
Doktor Bruce de Freak Pop, déclare que la série « est tout simplement géniale », et la considère comme l'une des meilleures comédies brésiliennes, abordant les absurdités qui ont eu lieu à la télévision brésilienne dans les années 1980 et sur les personnalités essayant sans relâche de rester dans la lumière.